# Vaccarolo
Vaccarolo è una località del comune di Desenzano del Garda in provincia di Brescia, in precedenza annesso al comune di Rivoltella.
Stando all'articolo 2 dello statuto comunale è definito nucleo abitativo del comune desenzanese.

## Toponimo

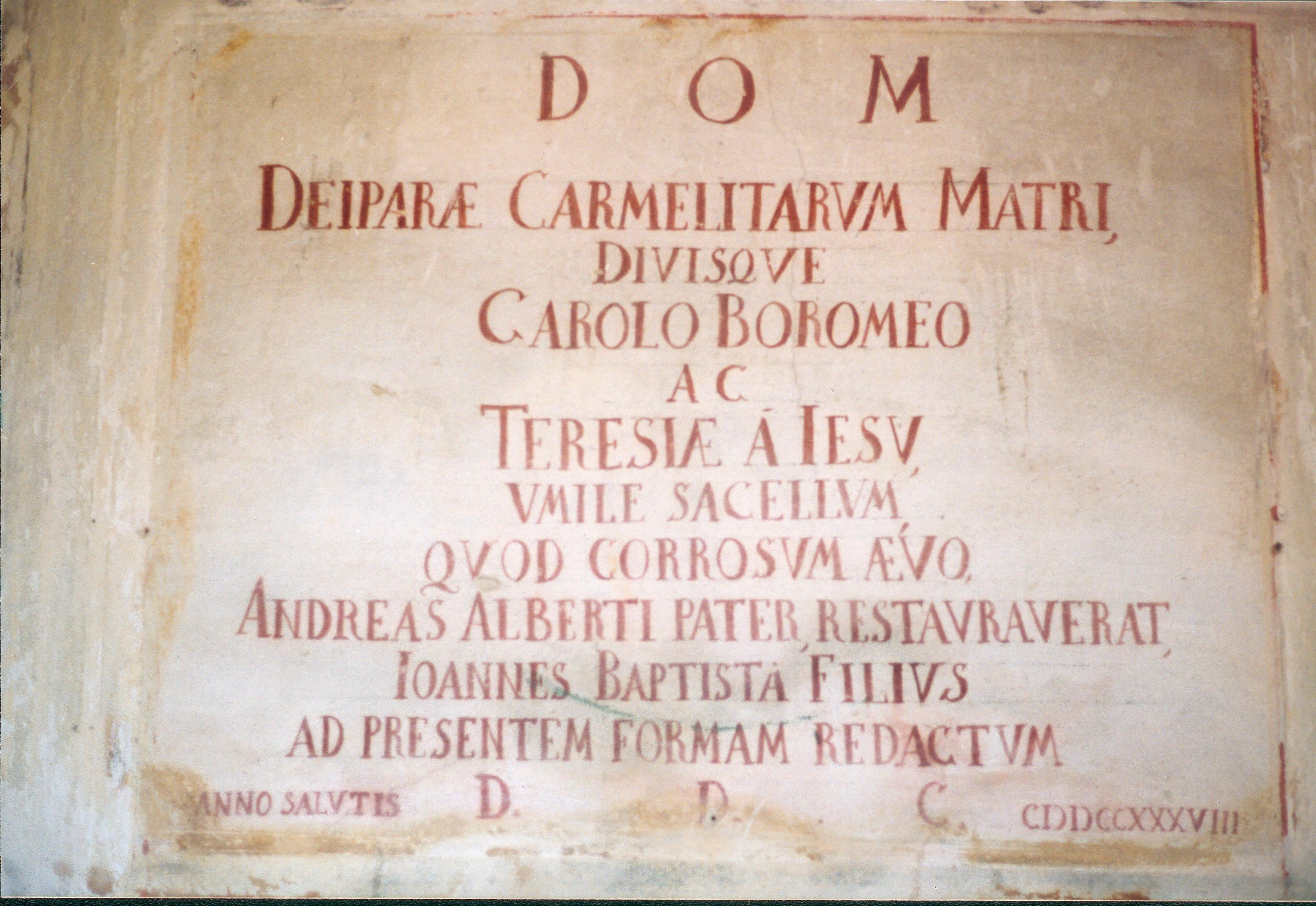
A Dio Ottimo e Massimo / Alla Genitrice di Dio Madre dei Carmelitani / ai Santi / Carlo Borromeo / e / Teresa di Gesù / Corroso dal tempo / Fu restaurato da Andrea Alberti padre / Giovanni Battista figlio / lo portò alla forma presente / Anno di salvezza 1738.

Non si conosce l'origine del nome attribuito alla frazione. Si sostiene derivi dalla sosta di Carlo Borromeo, arcivescovo di Milano, durante il suo trasferimento da Milano per partecipare al Concilio di Trento. Alla partenza di Carlo Borromeo, dopo il ristoro nella frazione, i villani lo avrebbero salutato in latino con la locuzione "Va Carolo"; da qui l'attuale nome attribuito alla frazione.

## Monumenti e luoghi d'interesse

### Chiesa di San Carlo Borromeo

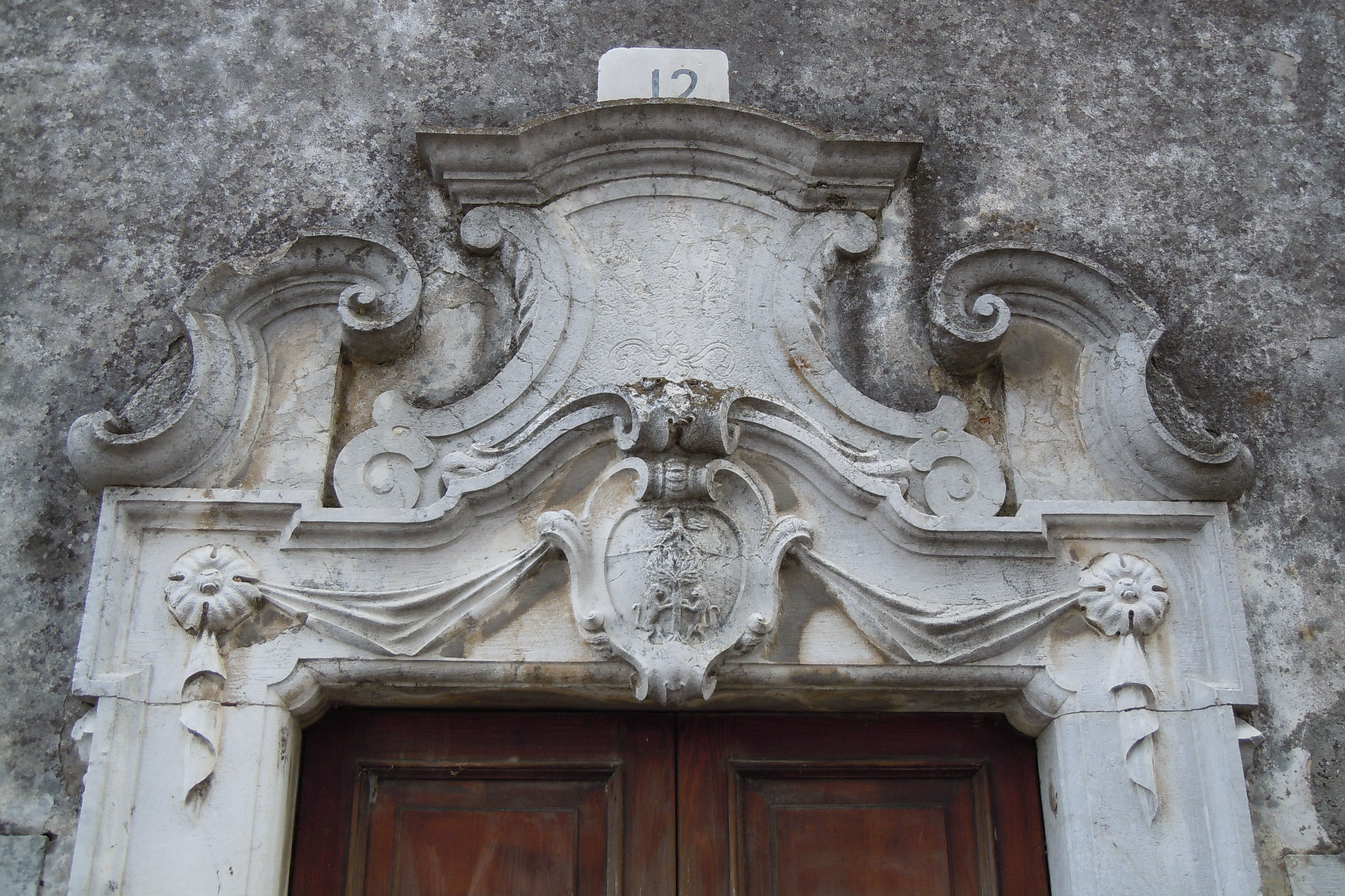
Il portale con stemma di famiglia

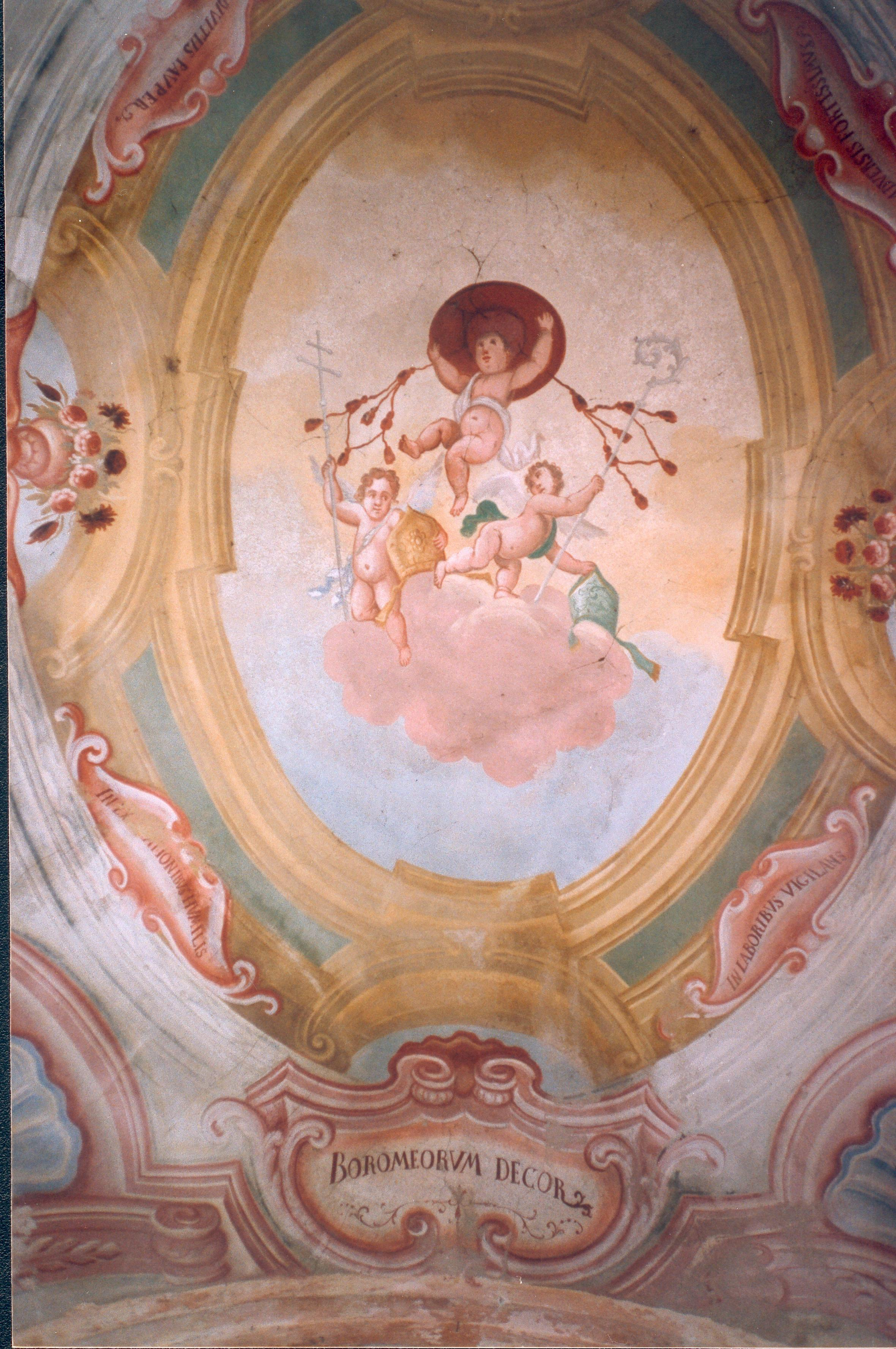

È un oratorio di proprietà della famiglia Barziza e dedicato a san Carlo Borromeo, della quale si trova citazione per la prima volta nella visita pastorale del vescovo Sebastiano Pisani I nel 1655, a Santa Teresa e alla Madonna del Carmine.
La data della costruzione può essere collocata nell'arco di tempo tra il 1632 e il 1655: risulta infatti che nel censimento degli edifici sacri che la curia vescovile redasse nel 1632 non sia menzionato, mentre risulta presente il nome di "San Carlo" in quello effettuato nel 1655. Fu fatto costruire da Carlo Alberti nei pressi di una delle sue molte proprietà agricole.
Rimasto per qualche tempo abbandonato, nella visita del vescovo Giovanni Francesco Barbarigo nel 1712 interdisse le funzioni religiose fino al completo restauro. Eseguiti i restauri e realizzata la sacrestia, fu autorizzata la benedizione dal vescovo Marco Gradenigo il 21 ottobre 1719. Nel 1738 Giambattista Alberti, figlio di Andrea, ampliò l'oratorio, portandolo alle dimensioni attuali. Dall'ampliamento risultò un elegante edificio in perfetto stile barocchetto.  Le volte furono decorate a tempera riportanti iscrizioni e simbologie della vita di San Carlo Borromeo. Al centro del prezioso portalino in pietra campeggia lo stemma della famiglia Alberti estintasi nei primi decenni dell'Ottocento.
Per successione ereditaria, l'oratorio passò alla famiglia Barziza che nel 1998 ne curò un radicale e completo restauro riportandolo al culto.